# 古董電扇博物館
古董電扇博物館是一所私人的小型博物館，位於香港東區筲箕灣阿公岩村道168號。該博物館由經營汽油生意的商人鐘漢平於2005年10月1日設立，面積150平方呎（約15平方米），原址本來是一所士多地鋪。館內展示了250台古董電風扇，其中以上海1900年至1954年生產的電風扇為主。
開放時間為逢星期日，必須預約，免費參觀。